# 圣洛朗莱班-拉瓦勒多雷勒
圣洛朗莱班-拉瓦勒多雷勒（法語：Saint-Laurent-les-Bains-Laval-d'Aurelle，法語發音：[sɛ̃ lɔʁɑ̃ le bɛ̃ laval doʁɛl]）是法国阿尔代什省的一个市镇，属于拉让蒂耶尔区。该市镇于2019年1月1日由原市镇圣洛朗莱班和拉瓦勒多雷勒合并而成，行政中心位于圣洛朗莱班。

## 地理
圣洛朗莱班-拉瓦勒多雷勒（44°36'26"N, 3°58'14"E）面积35.48 平方千米，位于法国奥弗涅-罗讷-阿尔卑斯大区阿尔代什省，该省份为法国东南部内陆省份，北起顺时针与卢瓦尔省、伊泽尔省、德龙省、沃克吕兹省、加尔省、洛泽尔省和上盧瓦爾省接壤。

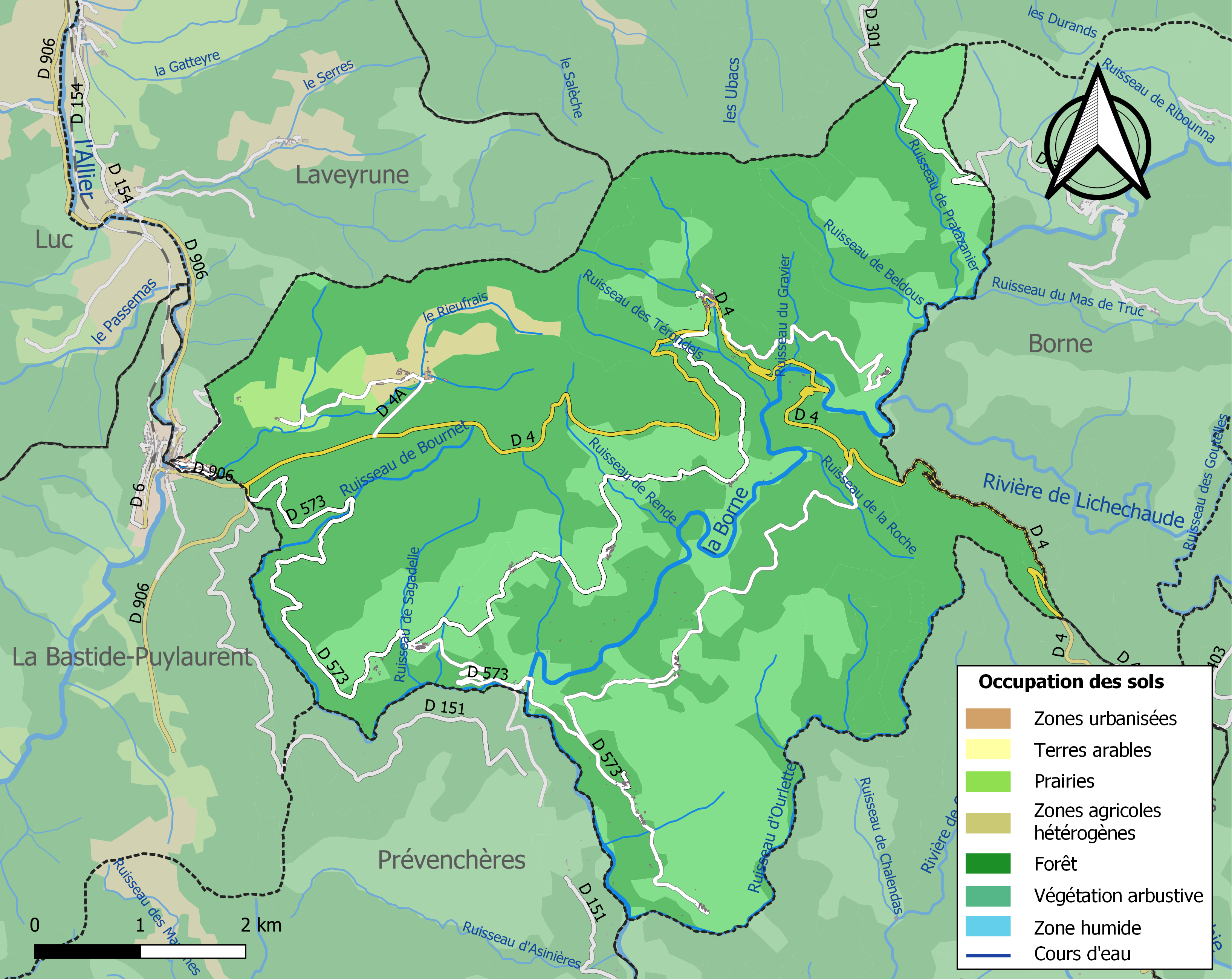
圣洛朗莱班-拉瓦勒多雷勒的OSM定位图

与圣洛朗莱班-拉瓦勒多雷勒接壤的市镇（或旧市镇、城区）包括：拉韦吕讷、圣艾蒂安-德吕格达雷斯、博尔讷、蒙塞尔格、普雷旺谢尔、皮洛朗堡。
圣洛朗莱班-拉瓦勒多雷勒的时区为UTC+01:00、UTC+02:00（夏令时）。

## 行政
圣洛朗莱班-拉瓦勒多雷勒的邮政编码为07590，INSEE市镇编码为07262。

## 政治
圣洛朗莱班-拉瓦勒多雷勒所属的省级选区为上阿尔代什县。

## 人口
圣洛朗莱班-拉瓦勒多雷勒于2022年1月1日时的人口数量为184人。